# Trimma agrena
Trimma agrena és una espècie de peix de la família dels gòbids i de l'ordre dels perciformes.

## Morfologia
- Les femelles poden assolir 2,08 cm de longitud total.[3]

## Hàbitat
És un peix de clima tropical i associat als esculls de corall fins als 11 m de fondària.

## Distribució geogràfica
Es troba a Malàisia, les Filipines i Indonèsia.